# آرتورو توسکانینی

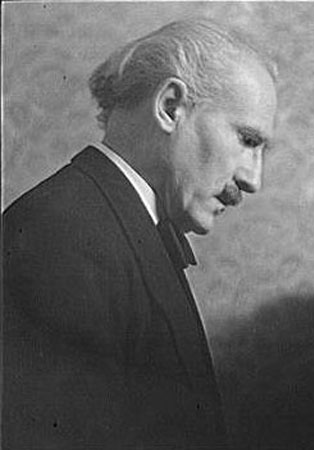
آرتورو توسکانینی در مارس ۱۹۳۴

آرتورو توسکانینی (به ایتالیایی: Arturo Toscanini) (زادهٔ ۲۵ مارس ۱۸۶۷ در پارما – درگذشتهٔ ۱۶ ژانویهٔ ۱۹۵۷) رهبر ارکستر ایتالیایی بود. او را یکی از بزرگ‌ترین رهبران ارکستر در نیمهٔ نخست سدهٔ بیستم میلادی دانسته‌اند.

## زندگی
آرتورو توسکانینی در ۲۵ مارس سال ۱۸۶۷ در شهر پارمای ایتالیا به دنیا آمد. وی از کودکی در کنسرواتوار محلی به فراگیری نوازندگی ویولنسل پرداخت و در نوزده سالگی با ارکستری که اپرا اجرا می‌کرد راهی آمریکای جنوبی شد. در آن‌جا به هنگام اجرا اپرایی پس از ایجاد کشمکش اعضای ارکستر با رهبر اپرا، قرار شد رهبری جدیدی جهت ادامه کار انتخاب شود. پس از این که دو رهبر دیگر نیز سعی کردند اعضای ارکستر را متقاعد کنند و از عهده آن برنیامدند، تصمیم گرفتند از معاون رهبر گروه کر که تمام اپرا را از بر بود بهره بگیرند و آن فرد، آرتورو توسکانینی بود.
او را از بزرگ‌ترین رهبران ارکستر در قرن بیستم می‌دانند. اجراهای او از آثار بتهوون و شوستاکوویچ و برامس و وردی و واگنر همچنان از نمونه‌های عالی رهبری ارکستر و اجرا است. او حافظه‌ای استثنایی، چه در زمینه موسیقی و چه غیر آن، داشت. به‌ویژه زمانی که قوای بینایی‌اش در کهنسالی کاهش یافت، با کمک حافظهٔ خارق‌العاده‌اش به فعالیت ادامه داد.
توسکانینی در ۱۸۹۸ میلادی سرپرست موسیقی اپراخانهٔ لا اسکالا در میلان، و در ۱۹۰۸ میلادی سرپرست موسیقی اپرای متروپولیتن نیویورک شد. او از ۱۹۲۸ تا ۱۹۳۶ ارکستر فیلارمونیک نیویورک را رهبری کرد و در کشورهای بسیاری به اجرا پرداخت (به‌جز آلمان و ایتالیا به دلایل سیاسی). او از ۱۹۳۷ تا ۱۹۵۴ میلادی سرپرست موسیقی ارکستر سمفونیک ان‌بی‌سی بود که توسط رادیوی ایالات متحدهٔ آمریکا حمایت مالی می‌شد. در همان دوره با اجراهایی که از رادیو و تلویزیون پخش می‌شد به شهرت رسید. توسکانینی سرانجام در ۱۶ ژانویه ۱۹۵۷ درگذشت.

## نگارخانه

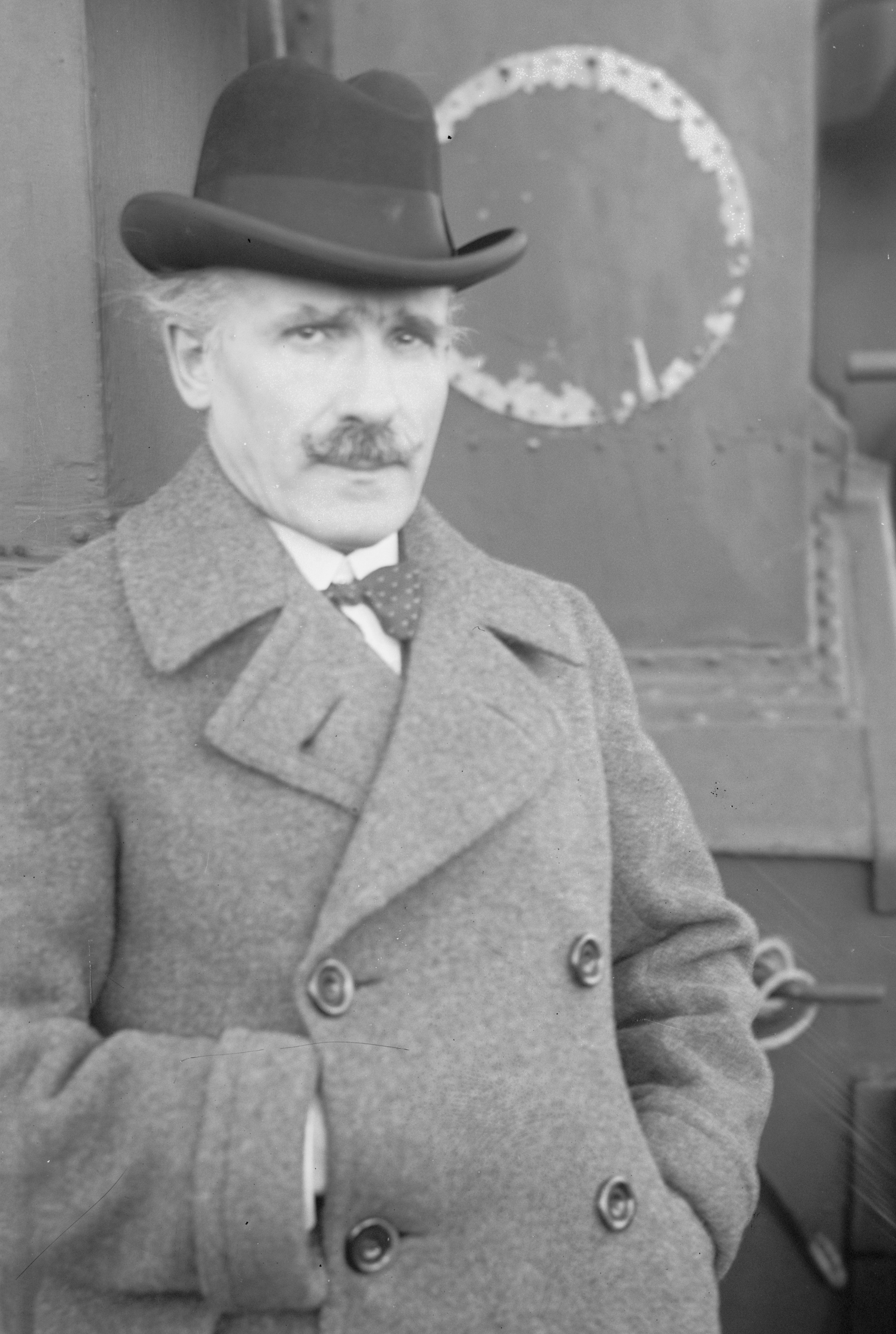
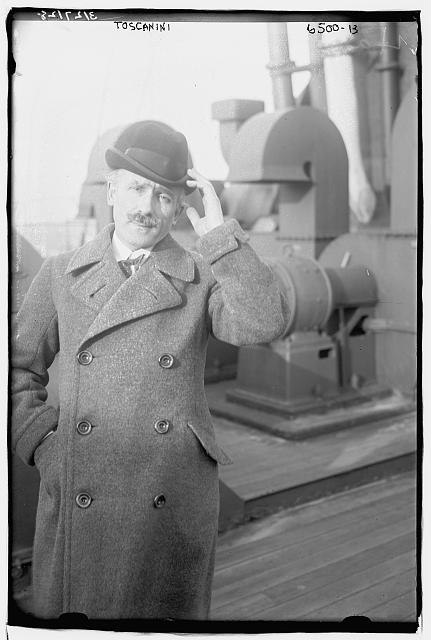
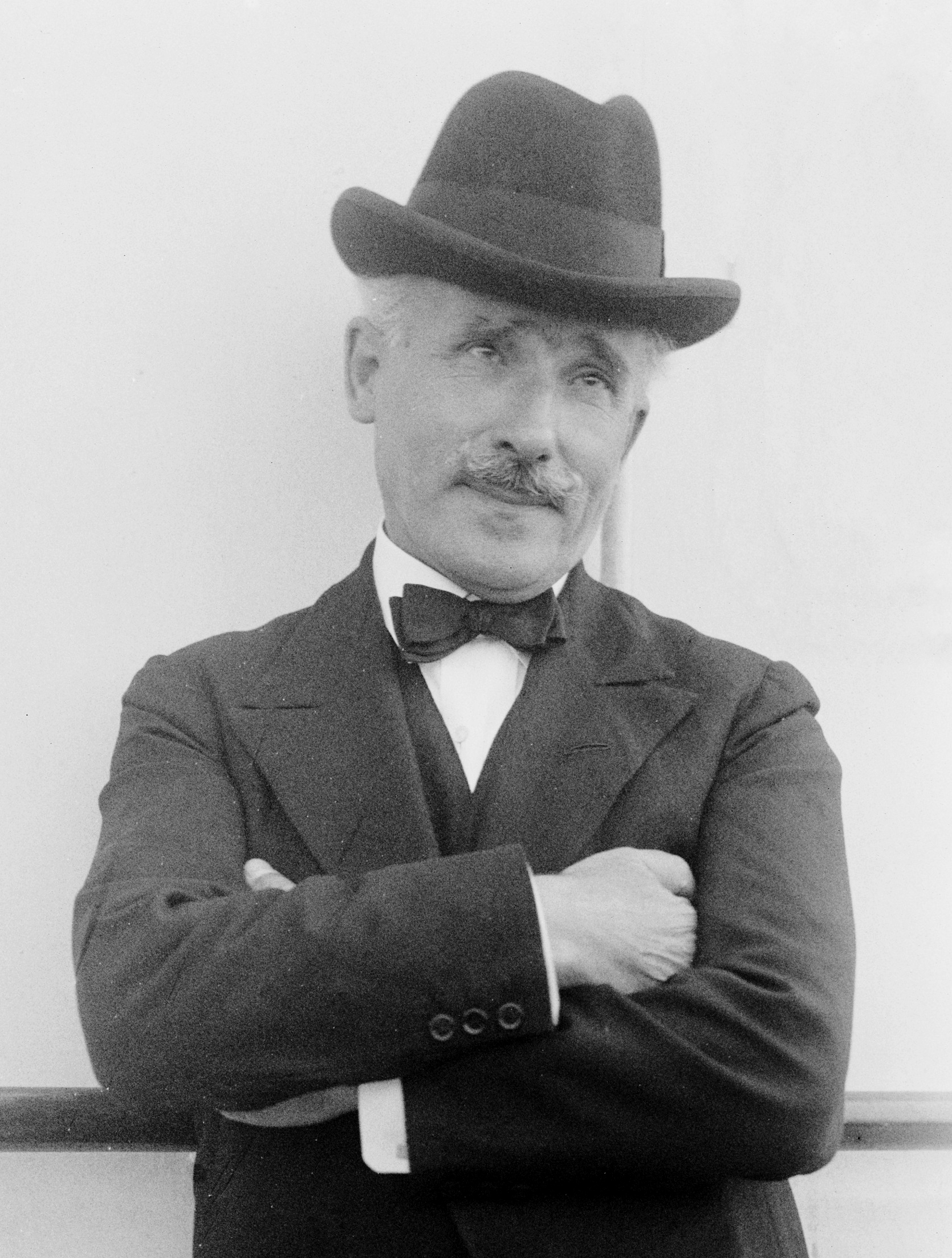
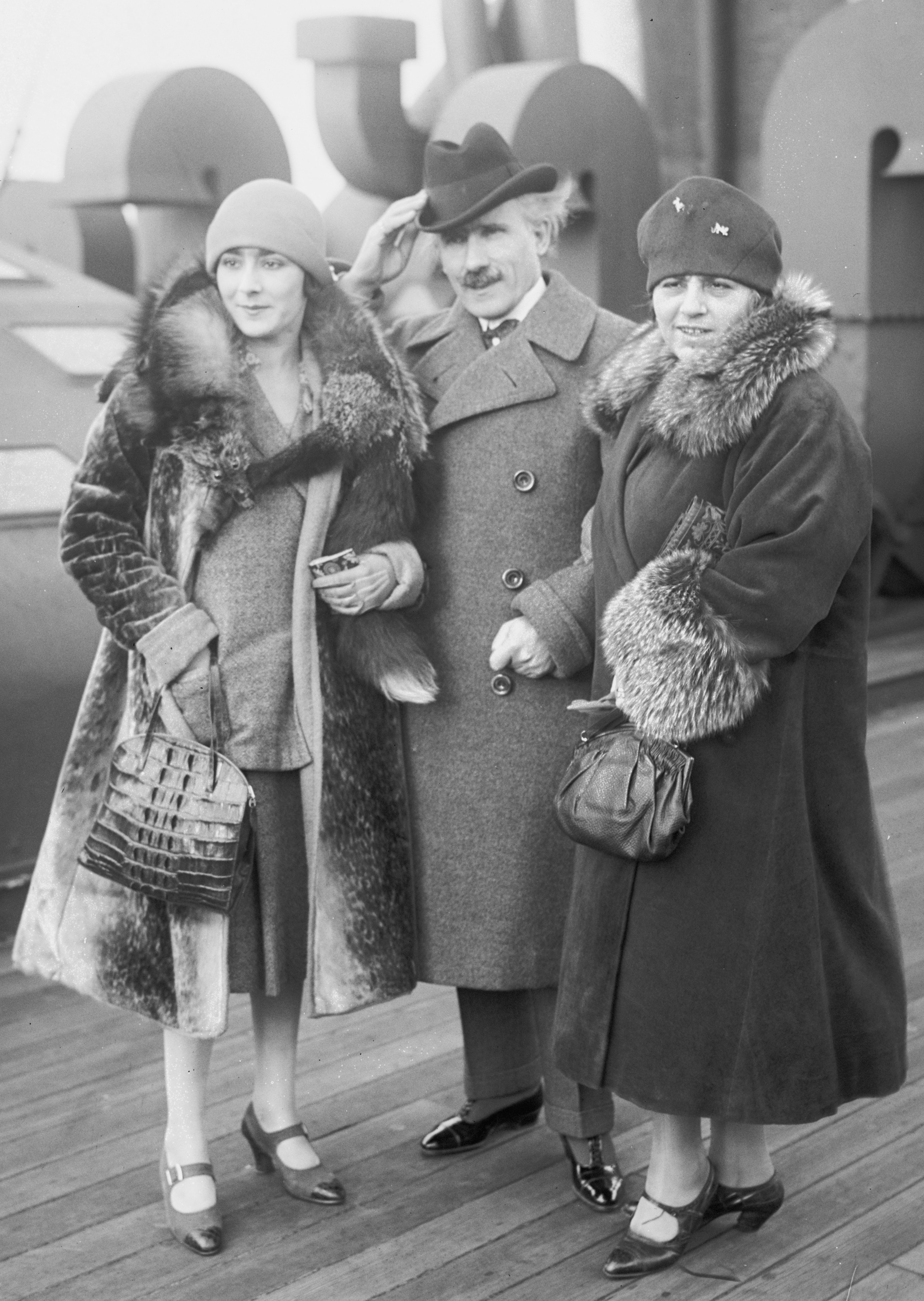
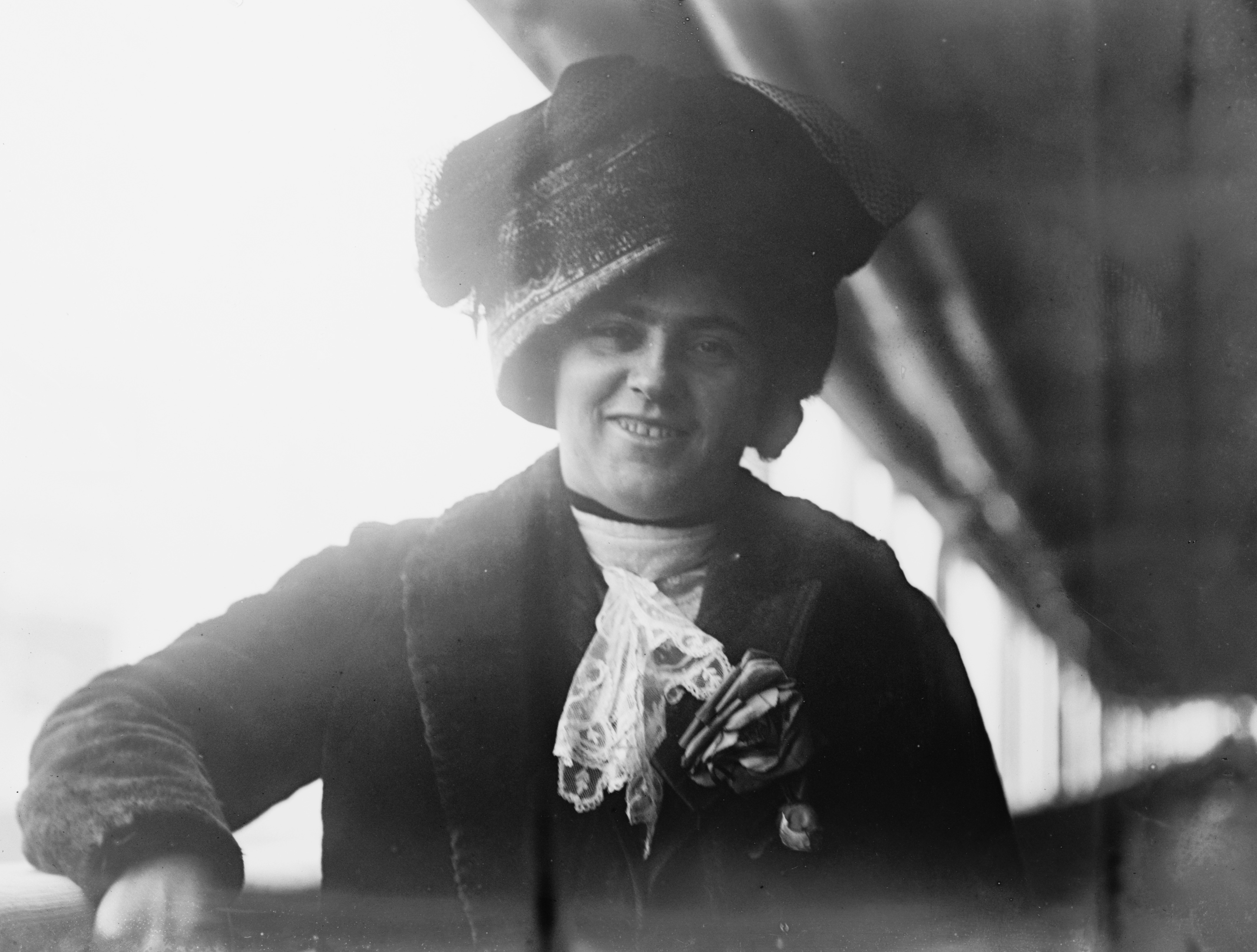
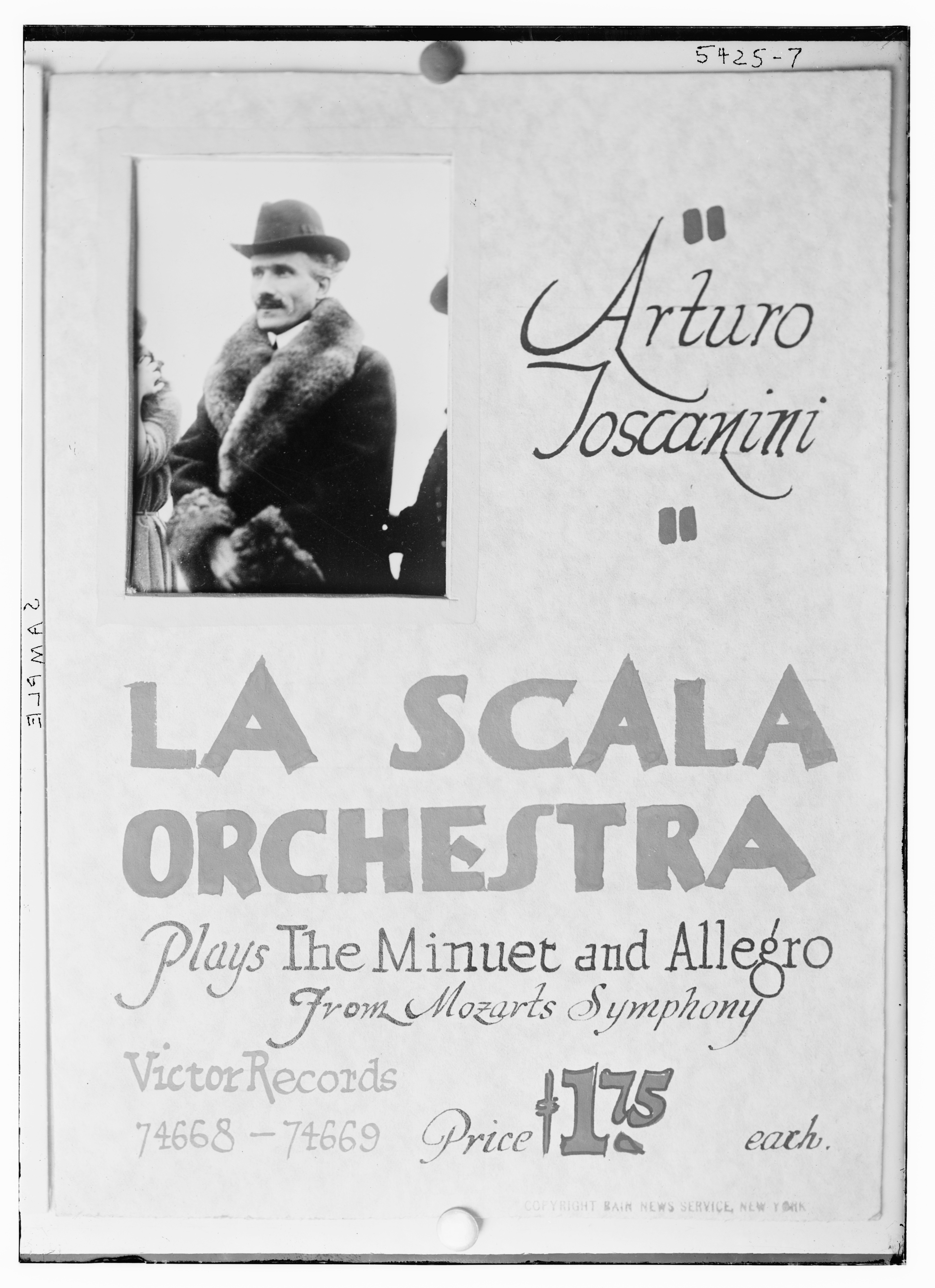
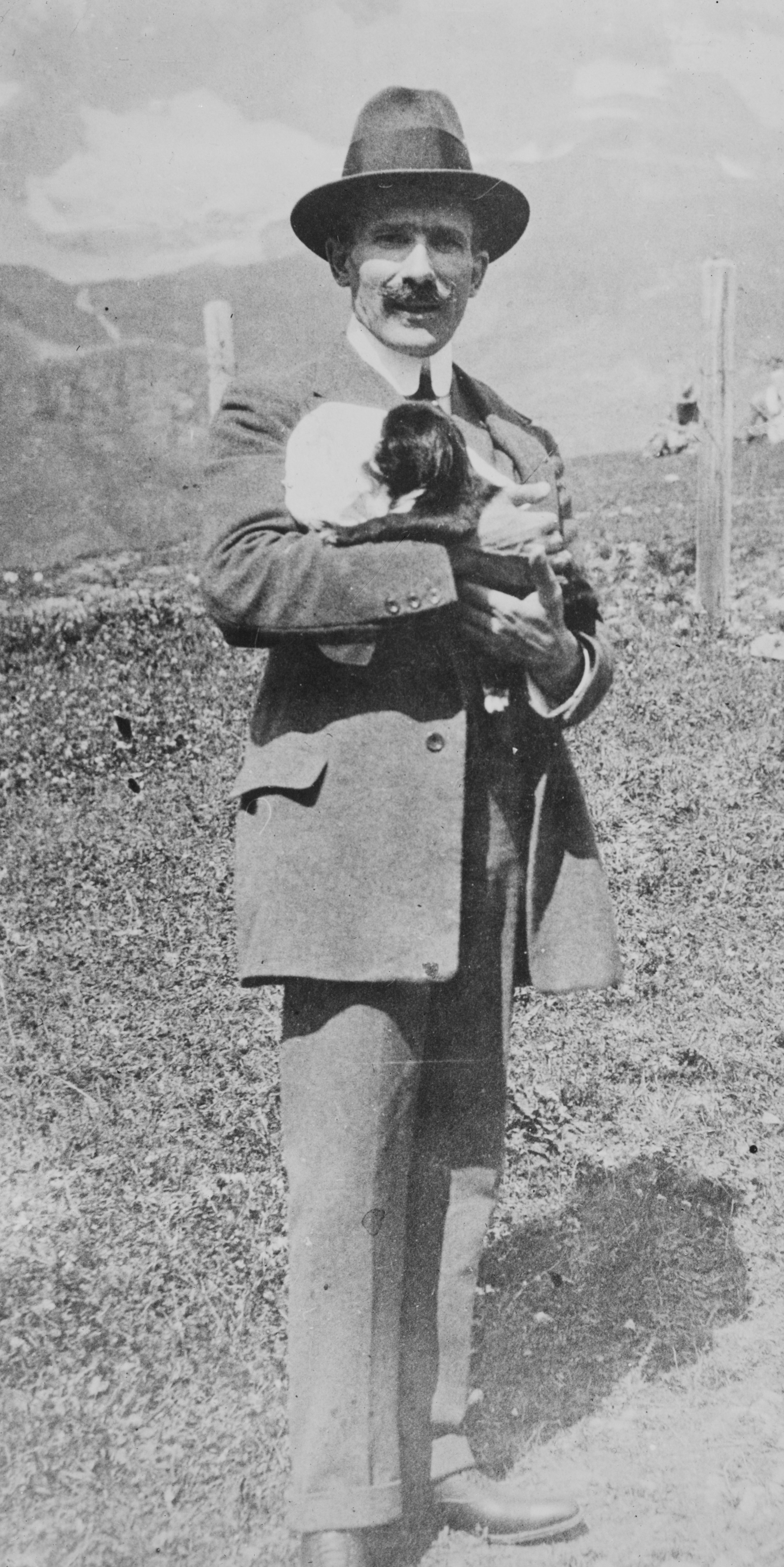